# Homarinus
Homarinus is een geslacht van kreeftachtigen uit de klasse van de Malacostraca (hogere kreeftachtigen).

## Soort
- Homarinus capensis (Herbst, 1792)